# Gursharan Preet Kaur
Gursharan Preet Kaur (13 marca 1981) – indyjska zapaśniczka walcząca w stylu wolnym. Zajęła czternaste miejsce na mistrzostwach świata w 2012. Siódma w indywidualnym Pucharze Świata w 2020. Piąta na igrzyskach azjatyckich w 2002 i ósma w 2010. Brązowa medalistka mistrzostw Azji w 2020. Triumfatorka igrzysk Azji Południowej w 2019. Zajęła czwarte miejsce na mistrzostwach Azji w 2003. Wicemistrzyni mistrzostw Wspólnoty Narodów w 2003 i 2011 roku.